# Almási Róbert
Almási Róbert (Egyházkarcsa, 1948. január 27. – 2018. május 20.) szlovákiai magyar festőművész, grafikus. A táblaképfestészeten túl könyvtervezéssel is foglalkozott.

## Életpályája
Diplomáját a pozsonyi Szépművészeti Főiskolán szerezte 1973-ban. Dunaszerdahelyen és szülőfalujában, Egyházkarcsán élt és alkotott.
1968-73: Pozsonyi Szépművészeti Főiskola; tanárai: Peter Matejka, František Gajdoš és Csemiczky László. 
A táblaképfestészet mellett grafikával is és falfestészettel is foglalkozott, borító- és kötésterveket is készített.

„Dinamikus, mozgással telített alkotásai figurális jellegűek; az erős, határozott kontúrokkal lezárt festői formákat dekoratív rajzos elemekkel vegyíti. Témáit a gyermekvilágból, az élet mindennapjaiból, az emberi kapcsolatokból meríti. Tájképei, amelyek ihlető forrása a Csallóköz és a természeti szépségekben gazdag Duna mente, poétikus, emocionális emlékeket ébresztenek.”

Almási a Nyugat-Szlovákiai Képzőművészek Szövetségének elnökeként kiállítások rendszeres szervezője volt, illetve tagja volt a dunaszerdahelyi Kortárs Magyar Galéria kuratóriumának, valamint az ART Flexum mosonmagyaróvári művészek szövetségének. 2018-ban Dunaszerdahely díszpolgára lett.

## Egyéni kiállításai
- Dunaszerdahely, 1976, 1977, 1980, 1984, 1988
- Prága, 1976
- Komárom, 1987

## Köztéri művei
- Erdőhátkarcsa, Házasságkötő Terem
- Dunaszerdahely, volt járási pártbizottság